# Sandford (Dorset)
Sandford – wieś w Anglii, w hrabstwie Dorset, w dystrykcie (unitary authority) Dorset. Leży 24 km na wschód od miasta Dorchester i 164 km na południowy zachód od Londynu.